# Totoaba
|  | Dieser Artikel wurde aufgrund von formalen oder inhaltlichen Mängeln in der Qualitätssicherung Biologie im Abschnitt „Fische“ zur Verbesserung eingetragen. Dies geschieht, um die Qualität der Biologie-Artikel auf ein akzeptables Niveau zu bringen. Bitte hilf mit, diesen Artikel zu verbessern! Artikel, die nicht signifikant verbessert werden, können gegebenenfalls gelöscht werden. Lies dazu auch die näheren Informationen in den Mindestanforderungen an Biologie-Artikel. Begründung: Das Kapitel „Historische Entwicklung und Hintergründe“ (ursprünglich „menschliche Eingriffe“) bedarf noch weiterer Überarbeitung: Quellenangaben fehlen, Stil nicht immer enzyklopädisch/sachlich. Siehe Diskussion. |

Der Name Totoaba (Totoaba macdonaldi) oder Totuava ist die Bezeichnung für einen Umberfisch (aufgrund der trommelartigen Laute der Männchen auch „Trommler“ genannt) und entstammt einer indigenen Sprache (von Bewohnern der Sonora-Wüste). Er bedeutet (angeblich) eigentlich „unersättlicher Vogel“, weil man glaubte, überwinternde Kanadische Ringelgänse (Branta bernicla nigricans) verwandelten sich auf dem Wasser des Golfs von Kalifornien in diese Fische.
Aufgrund ihrer Ökologie, der Beeinträchtigung ihres Lebensraums durch den Menschen sowie der andauernden illegalen Jagd steht die Art vor dem Aussterben.

## Merkmale
Der Totoaba ist der größte Umberfisch der westlichen Hemisphäre: die Weibchen können eine Länge von über 2 m mit einem Gewicht von über 100 kg erreichen - die Männchen bleiben deutlich kleiner. Berichte früherer Fänge indizieren sogar Gewichte von bis zu 330 Pfund, also etwa 150 kg. Somit könnte die Totoaba selbst den Adlerfisch an Größe übertroffen haben, allerdings sind diese Berichte nicht zu belegen. Der Totoaba kann ein Alter von 15 Jahren erreichen.
In der Körperform ähnelt der Totoaba einem Seebarsch (Dicentrarchus), doch ist die Schwanzflosse groß fächerförmig (eigentlich fünfeckig, aber die hintere Ecke liegt an einem fast gestreckten Winkel). Die Färbung ist ein helles Silber mit einem mehr oder weniger stark ausgeprägten Braun; die Flossen sind dunkel. Jungfische haben eine gefleckte Rückenseite.
Flossenstrahlen: Dorsale 1 X-XII, Dorsale 2 I/~25, Anale II (schwach)/7–9, Pectorale 15–17. Seitenlinien-Schuppen: ungefähr 60 (d. h. der Fisch hat 29 Wirbel – das Maximum bei Sciaeniden).
Das fast oberständige Maul ist nicht sehr groß. Die Kieferrand-Bezahnung ist recht schwach, allerdings gibt es außen (vorne) am Prämaxillare und innen am Dentale größere Fang- (aber keine Hunds-) Zähne. (Hundszähne hat z. B. der Zander: sie dienen dem Durchbohren der Beute, die dabei meist aus Stress gleich stirbt.) Die Schlundbezahnung der Pharyngealia ist quetschend genug, dass Totoaba auch benthische und nektische (freischwimmende) Krebstiere fressen kann, aber bevorzugt werden von diesem in Schulen jagenden Raubfisch Sardinen (Sardinops), Anchovis (Anchoa: bes. ischana) und Königsmakrelen (Scomberomorus concolor) des freien Wassers und (benthisch) auch Plattfische, kleinere Umbern. 
Zur Ethologie des Trommelns liegt (wie für die meisten Umberfische) keinerlei Untersuchung vor.

## Vorkommen
Der Totoaba lebt ausschließlich im nördlichen Teil des Golfs von Kalifornien (auch Cortés-See genannt). Die Cortés-See, die in ihrer Größe mit der Adria vergleichbar ist, wird von etlichen Endemiten – darunter sogar einer kleinen Delphin-Art (Tursiops sinus) – bewohnt. Das primäre Verbreitungsgebiet des Totoaba reicht bis etwa zur Tortuga-Insel (27°50'N), während weiter südlich höchstens vereinzelt Exemplare zu finden sind. Den Golf von Kalifornien verlässt der Totoaba nie. Das nördlich anschließende Mündungs-Ästuar des Colorado-Flusses dient als Laich- und Entwicklungsgebiet der Jungfische, für welche eine Salinität von ca. 2 % optimale Bedingungen darstellt. Die Totoaba-Schulen zogen früher vom Spätherbst bis in den Frühling immer wieder zum Laichen in das großräumig verbrackte Mündungsgebiet des Flusses. Allerdings erfolgt seit einigen Jahrzehnten der Laichzug nicht mehr öfter als ein einziges Mal jährlich (meist im Februar). Kleinere Flüsse, die in den nördlichen Golf münden, können zur Regenzeit ebenfalls kleine Brackzonen ausbilden, die für das Laichen geeignet sind. Geschlechtsreif wird der Fisch mit 6 (Männchen) oder 7 (Weibchen) Jahren, bei einer Länge von ca. 60–75 cm.

## Evolution
Gilbert beschrieb die Art als zu Cynoscion gehörig – auf Grund äußerlicher, auf Konvergenz beruhender Merkmale von Jägern des freien Wassers. Heute meint man eher, Bezüge zu Bahaba herstellen zu können (z. B. im Otolithen-Bau); da aber Bahaba eine Gattung Südostasiens ist und man über die Kladistik innerhalb der Sciaenidae allgemein noch keine klaren Vorstellungen hat, erscheint auch dies wenig plausibel, wenn man hier an transpazifische Verwandtschaften denkt (eine „transatlantische“ aus Zeiten der Tethys, des Abdriftens Nordamerikas und einer damals noch existierenden Meeresstraße zum Ostpazifik ist natürlich denkbar).
Bei etlichen Fisch-Familien ist zu beobachten, dass aus einer adaptiven Radiation auch ein Räuber hervorgeht, der sich dann oft auch von den verwandten Fischarten ernährt (vgl. etwa Belonesox unter den Poeciliidae). So nimmt man an, dass Totoaba im Golf von Kalifornien selbst zum Spitzenprädatoren evoluiert ist – vielleicht von „corvina“-ähnlichen Vorfahren (vgl. Meerrabe oder Weißer Umber) aus; ähnliche Vermutungen lassen sich auch für den Adlerfisch im Mittelmeer anstellen. Es gibt fossile Otolithen aus dem Untermiozän aus marinen Sandschichten von Bakersfield (Ca.), die man einer Totoaba fitchi zuordnet. Rezent ist Totoaba monotypisch.

## Totoaba und Mensch

### Aktuelle Situation
Die Kalifornischen Schweinswale (Vaquitas, wiss. Phocoena sinus, englisch auch Vaquita marina) haben etwa die Größe der Totoabas, und ihr Verbreitungsgebiet im nördlichen Golf von Kalifornien überschneidet sich mit dem dieser Fische.
Beim Fang der Totoabas mit Kiemennetzen (auch Stellnetzen und Treibnetzen) verheddern sich immer wieder die Vaquitas als Beifang in diesen Netzen, wo sie – ohne zum Atmen auftauchen zu können – ersticken.
Dieser Umstand gilt als Hauptgrund dafür, dass der Bestand der Vaquitas seit 1997 um 98 % eingebrochen ist, von damals noch 570 auf 10 (Stand 2018), und zuletzt noch 8 (Stand März 2023) Tiere.
Das IUCN hat die Vaquitas aus diesem Grund als „Critically Endangered“ (IUCN 3.1) eingestuft.
Der Totoaba-Fang ist seit 1975 illegal, damals wurde die Art auf die mexikanische Liste der gefährdeten Arten (Mexican Endangered Species List) gesetzt wurde. 1976 wurde der Fisch in den CITES-Anhang I aufgenommen und 1979 auf die US-Liste der gefährdeten Arten gesetzt, was 2020 vom IUCN bestätigt wurde (Status „Vulnerable under criteria A4bd“).
Wie der drastische Bestandsrückgang der Vaquitas zeigt, sind die von Mexiko seit 2015 ergriffenen Maßnahmen, wie schon gleich vermutet, viel zu schwach und nicht geeignet, das Verbot des Totoaba-Fangs durchzusetzen.
Wegen des mangelnden Schutzes der Vaquitas als derzeit weltweit am stärksten gefährdete Walart wurde Mexiko von der internationalen Artenschutzbehörde CITES im März 2023 mit Sanktionen belegt, wie schon 2015 gefordert.

### Historische Entwicklung und Hintergründe
Der Totoaba wurde seit je von der indigenen Bevölkerung Niederkaliforniens und der Sonora bejagt und meist vom Boot aus gespeert. Als besonders schmackhaft galten die „Wangen“muskeln (d. h. der Adductor mandibulae) – wie bei vielen anderen Fischen, in anderen Kulturkreisen, auch. Vor hundert Jahren gab es dem Hörensagen nach riesige Schwärme – die wahre Populationsgröße damals ist Gegenstand der Diskussion. Nach Ankunft der Weißen in der Gegend dauerte es noch einige Zeit, bis auch sie auf den Fisch aufmerksam wurden. Doch waren in der Gegend arbeitende Chinesen die ersten, die anfingen, Totoabas für kommerzielle Zwecke zu fangen, und zwar nur um der Schwimmblase willen. Für bestimmte Suppen-Zubereitungen ihrer Heimat bedarf es des gallertigen Eiweißes Ichthyokoll (isinglass, ein Kollagen), das man besonders von Stören gewinnt, aber auch von vielen anderen Fischarten kennt (z. B. als Hausenblase). Ähnliche Kollagene enthalten die Salanganen-Nester, die für die Schwalbennestersuppe verwendet werden. Man tötete also ab etwa 1915 zunehmend Mengen von Totoabas, entnahm aber nur die Schwimmblase („Buche“). Die Schwimmblasen der Weibchen erwiesen sich als einfacher zu gewinnen, die der Männchen mit ihren Fortsätzen zerrissen zu leicht. Die Fische selbst verrotteten am Ufer oder im Wasser, Reisende berichteten vom unerträglichen Gestank in der Gegend. Die Schwimmblasen ließen sich einfach trocknen und mit Gewinn nach China verschiffen.
Dort ist die Schwimmblase des Fisches bis heute mehr wert als ihr Gewicht in Gold. Für die Kartelle auf beiden Seiten des Pazifiks bedeutet der illegale Schwimmblasenhandel somit hohe Gewinne,  was dem Fisch den Beinamen "Kokain der Meere" eingebracht hat. In China gilt die Schwimmblase des Totoaba als Heilmittel, Statussymbol und Geldanlage. In der chinesischen Küche gilt der Totoaba als Aphrodisiakum und Verjüngungsmittel; auch hier wird das Kollagen der Schwimmblase für bestimmte Suppenzubereitungen benötigt. Im Schmuggel werden den Fischern zwischen 500 und 3.000 US-Dollar pro Kilogramm bezahlt; in China und Hongkong dann bis zu 80.000 US-Dollar, mehr als die entsprechende Menge Kokain. Der Handel ist zwar auch in China illegal, aber offenbar werden die Händler bei Kontrollen durch die Behörden vorab gewarnt.
Erst später, nach dem 2. Weltkrieg, erkannte man auch den Wert der Totoaba als Speisefisch – dies wurde erst möglich, als man genügend Eis für Kühltransporte per LKW nach größeren Städten der USA bereitstellen konnte (ab ca. 1924). Beim Fang der Fische (Langleinen, Netze) waren auch Indianer (z. B. die Seri) involviert, die zwar weniger vom Profit bekamen als Weiße, aber nun auch mit Dynamit arbeiten durften.
In den 1930er Jahren nahm die Wassermenge, die der Colorado River in die den Golf von Kalifornien (Cortés-See) sandte, durch große Bewässerungsanlagen, Trinkwasserentnahmen u. a. am Oberlauf drastisch ab (um mehr als 95 %). In der Folge stieg die Salinität im Ästuar, was das Aufkommen der Jungfische ungünstig beeinflusste. Auch Verschmutzungen z. B. mit Kunstdünger, später mit Pestiziden, begannen sich auszuwirken. In der Folge nahmen die Fänge merklich ab.
Im Jahr 1943 konnten noch über 2.000 Tonnen gefangen werden, 1975 waren es nurmehr 58. Erst in diesem Jahr wurde der Fisch unter völligen Schutz gestellt.
Der Fang ist seither verboten; da aber die Umweltveränderungen (insbesondere im Zeichen des Klimawandels) nicht rückgängig zu machen sind, gilt der Totoaba heute nach IUCN als gefährdet.
Dennoch wurden bis vor kurzem noch hunderttausende Jungfische jährlich als Shrimps-Beifang getötet.
Es zeigte sich: Auch wenn man beim Filetieren des Fischfleischs in den Eierstöcken reifer Weibchen hunderttausend oder mehr Eier zu Gesicht bekommen kann, bedeutet dies noch lange nicht, dass sich die Population sich nach Beendigung eines Raubbaus rasch erholen kann.
In der Restpopulation wird nach wie vor insbesondere von US-Amerikanern gewildert (Zitat: „Mafia“, Sandra Weiss, Badische Zeitung) und der Fisch exportiert, als „Weißer Seebarsch“ (also Atractoscion) deklariert. Wenn die Population „intakt“ wäre, könnte ein so großer Fisch selbstverständlich das „Traumziel“ vieler Sportfischer sein, die auf diese Weise erheblich zum Lebensstandard in der landwirtschaftlich kaum nutzbaren Umgebung des Golfs von Kalifornien beitragen könnten. Der Fischerei war aber sehr lange der kurzfristige Gewinn wichtiger als die mittelfristig vorausschauende Ressourcen-Planung („Nachhaltigkeit“). Verschärft wird die Lage durch einen säkularen Rückgang der Niederschläge in der Region. Daher konnten nunmehr eingeleitete Totoaba-Zuchtmaßnahmen (selbst mit eigenen Entsalzungsanlagen) bisher noch keine deutliche Verbesserung der Situation bringen.